# Byrgius (cráter)

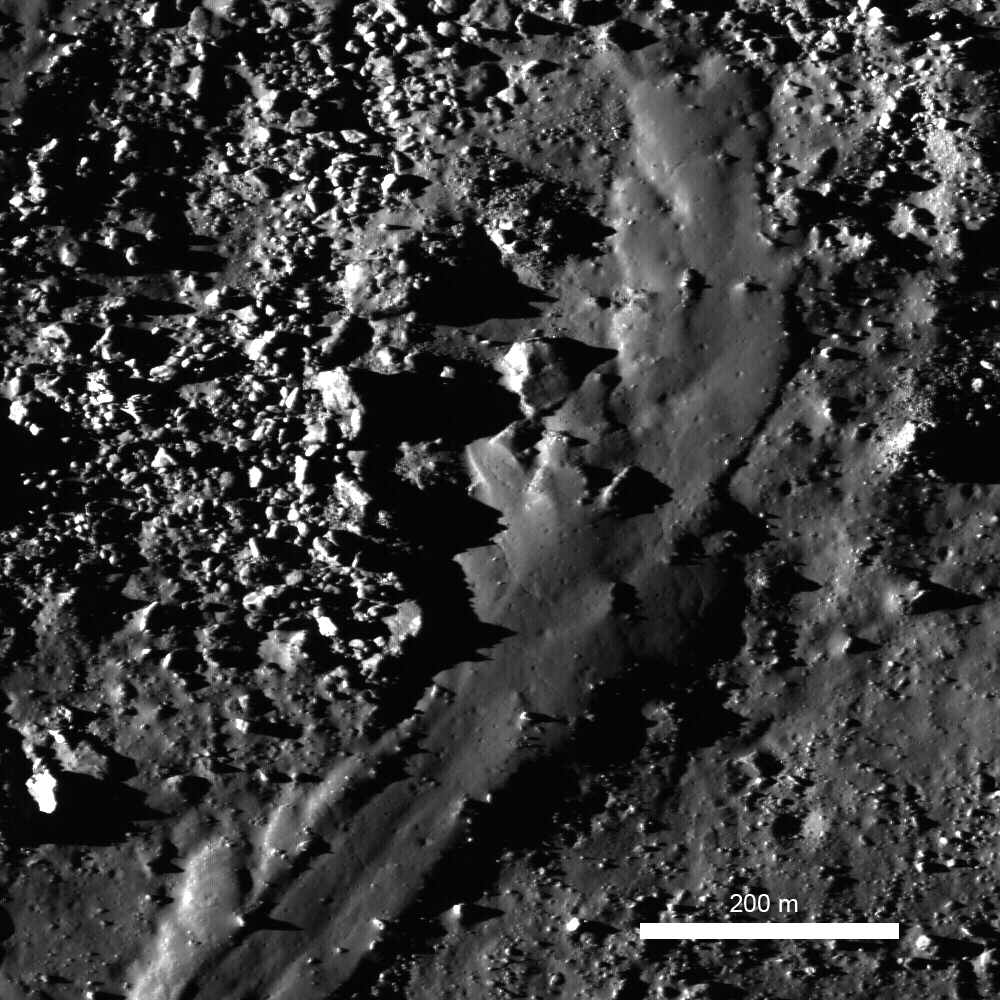
Fotografía de la misión Lunar Reconnaissance Orbiter

Byrgius es un cráter de impacto situado en la parte occidental de la Luna, cerca del limbo. En consecuencia, aparece con una forma fuertemente ovalada debido al escorzo. Al noroeste aparecen los restos del cráter Lamarck.

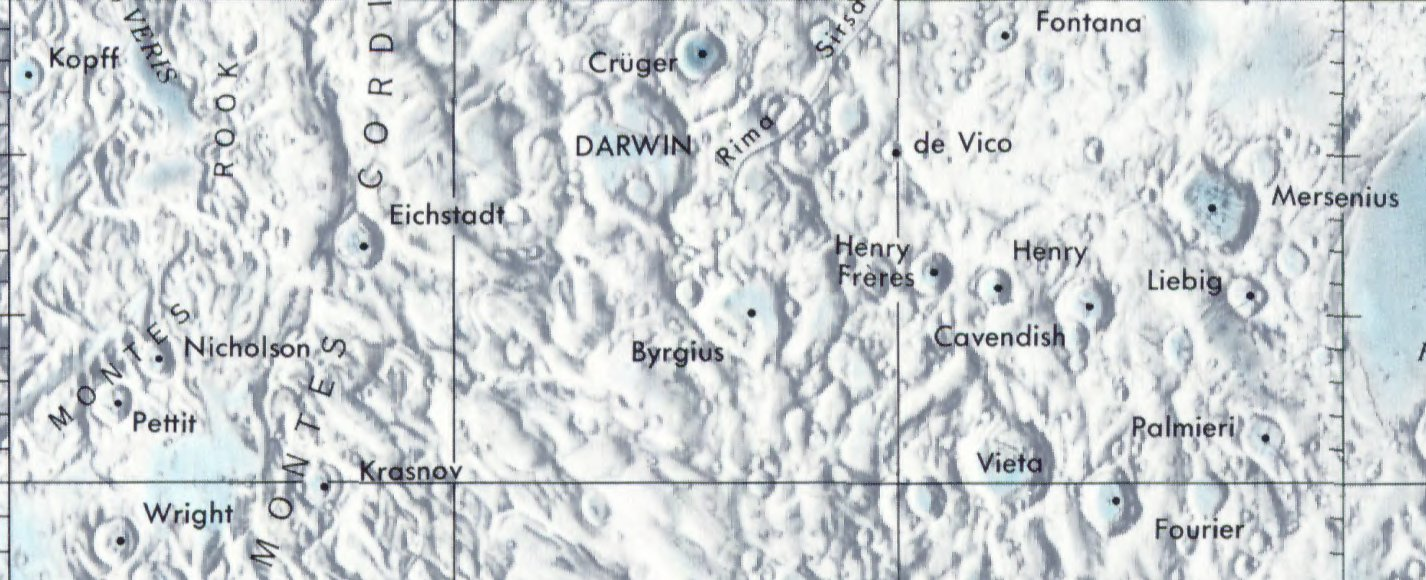
Localización de Byrgius (centro de la imagen)

El brocal de Byrgius está desgastado y erosionado, con Byrgius A recubriendo el borde oriental y Byrgius D atravesándolo en el lado noroeste. El suelo es relativamente plano y poco marcado por cráteres significativos. Byrgius A posee su propio sistema de marcas radiales que se extiende por más de 400 kilómetros.

## Cráteres satélite
Por convención estos elementos son identificados en los mapas lunares poniendo la letra en el lado del punto medio del cráter que está más cerca de Byrgius.
|         | \| Byrgius \| Coordenadas \| Diámetro \| \| ------- \| ------------------------------ \| -------- \| \| A \| 24°30′S 63°42′O / -24.5, -63.7 \| 19 km \| \| B \| 23°54′S 60°48′O / -23.9, -60.8 \| 23 km \| \| D \| 24°06′S 67°06′O / -24.1, -67.1 \| 27 km \| \| E \| 23°30′S 66°12′O / -23.5, -66.2 \| 18 km \| \| H \| 23°42′S 62°24′O / -23.7, -62.4 \| 27 km \| \| K \| 23°00′S 61°48′O / -23.0, -61.8 \| 14 km \| \| N \| 22°18′S 63°06′O / -22.3, -63.1 \| 20 km \| \| P \| 22°36′S 64°06′O / -22.6, -64.1 \| 19 km \| \| R \| 26°30′S 60°42′O / -26.5, -60.7 \| 7 km \| \| S \| 26°12′S 61°24′O / -26.2, -61.4 \| 43 km \| \| T \| 25°06′S 61°30′O / -25.1, -61.5 \| 5 km \| \| U \| 25°48′S 67°12′O / -25.8, -67.2 \| 13 km \| \| V \| 26°00′S 67°48′O / -26.0, -67.8 \| 9 km \| \| W \| 26°06′S 68°30′O / -26.1, -68.5 \| 14 km \| \| X \| 25°42′S 65°24′O / -25.7, -65.4 \| 6 km \| |          |
| Byrgius | Coordenadas | Diámetro |
| A       | 24°30′S 63°42′O / -24.5, -63.7 | 19 km    |
| B       | 23°54′S 60°48′O / -23.9, -60.8 | 23 km    |
| D       | 24°06′S 67°06′O / -24.1, -67.1 | 27 km    |
| E       | 23°30′S 66°12′O / -23.5, -66.2 | 18 km    |
| H       | 23°42′S 62°24′O / -23.7, -62.4 | 27 km    |
| K       | 23°00′S 61°48′O / -23.0, -61.8 | 14 km    |
| N       | 22°18′S 63°06′O / -22.3, -63.1 | 20 km    |
| P       | 22°36′S 64°06′O / -22.6, -64.1 | 19 km    |
| R       | 26°30′S 60°42′O / -26.5, -60.7 | 7 km     |
| S       | 26°12′S 61°24′O / -26.2, -61.4 | 43 km    |
| T       | 25°06′S 61°30′O / -25.1, -61.5 | 5 km     |
| U       | 25°48′S 67°12′O / -25.8, -67.2 | 13 km    |
| V       | 26°00′S 67°48′O / -26.0, -67.8 | 9 km     |
| W       | 26°06′S 68°30′O / -26.1, -68.5 | 14 km    |
| X       | 25°42′S 65°24′O / -25.7, -65.4 | 6 km     |